# William McKie
William McKie (ur. 27 grudnia 1884 w New Cross w Londynie, zm. 27 marca 1956 w Bromley) – brytyjski zapaśnik walczący w stylu wolnym. Brązowy medalista olimpijski z Londynu 1908 w wadze piórkowej – 61 kg.
- Turniej w Londynie 1908

Pokonał swoich rodaków: Josepha White’a i Williama Tagga, a w półfinale przegrał z Amerykaninem George’em Dole’em.